# 东树站
東樹站（：／ Dongsu yeok */?）是仁川地鐵1號線沿線的一座地下車站，位於韓國仁川廣域市富平區富平2洞。

## 車站結構
站體為2面2線側式月台的地下車站，候車月台設有月台幕門，並有4處出口。

### 月台配置
| 富平 ↑         |
| \| 上          |
| ↓ 富平三岔路口 |

| 月台 | 路線               | 目的地                                                     |
| ---- | ------------------ | ---------------------------------------------------------- |
| 上行 | ●仁川都市鐵道1號線 | 富平、富平區廳、橘峴、桂陽方向                             |
| 下行 | ●仁川都市鐵道1號線 | 仁川市廳、源仁齋、東幕、國際業務園區、松島月光慶典公園方向 |

## 歷史
- 1999年10月6日：落成啟用。

## 車站周邊
- 富平公園（朝鲜语：부평공원）
- 富平2洞派出所
- 仁川城東學校
- 仁川富平南小學
- 天主教大學仁川聖母醫院（朝鲜语：가톨릭대학교 인천성모병원）

## 圖片

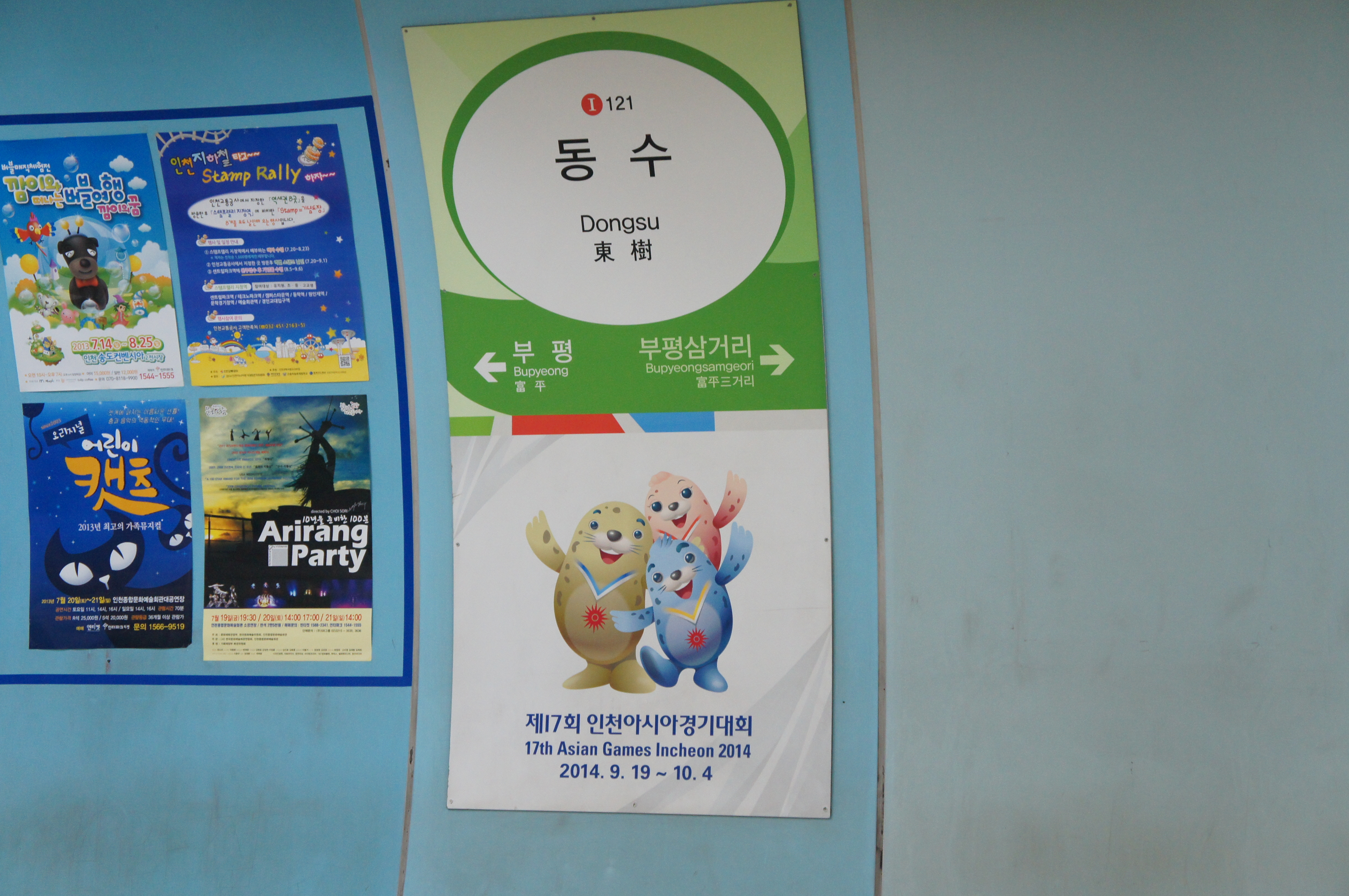
站名牌
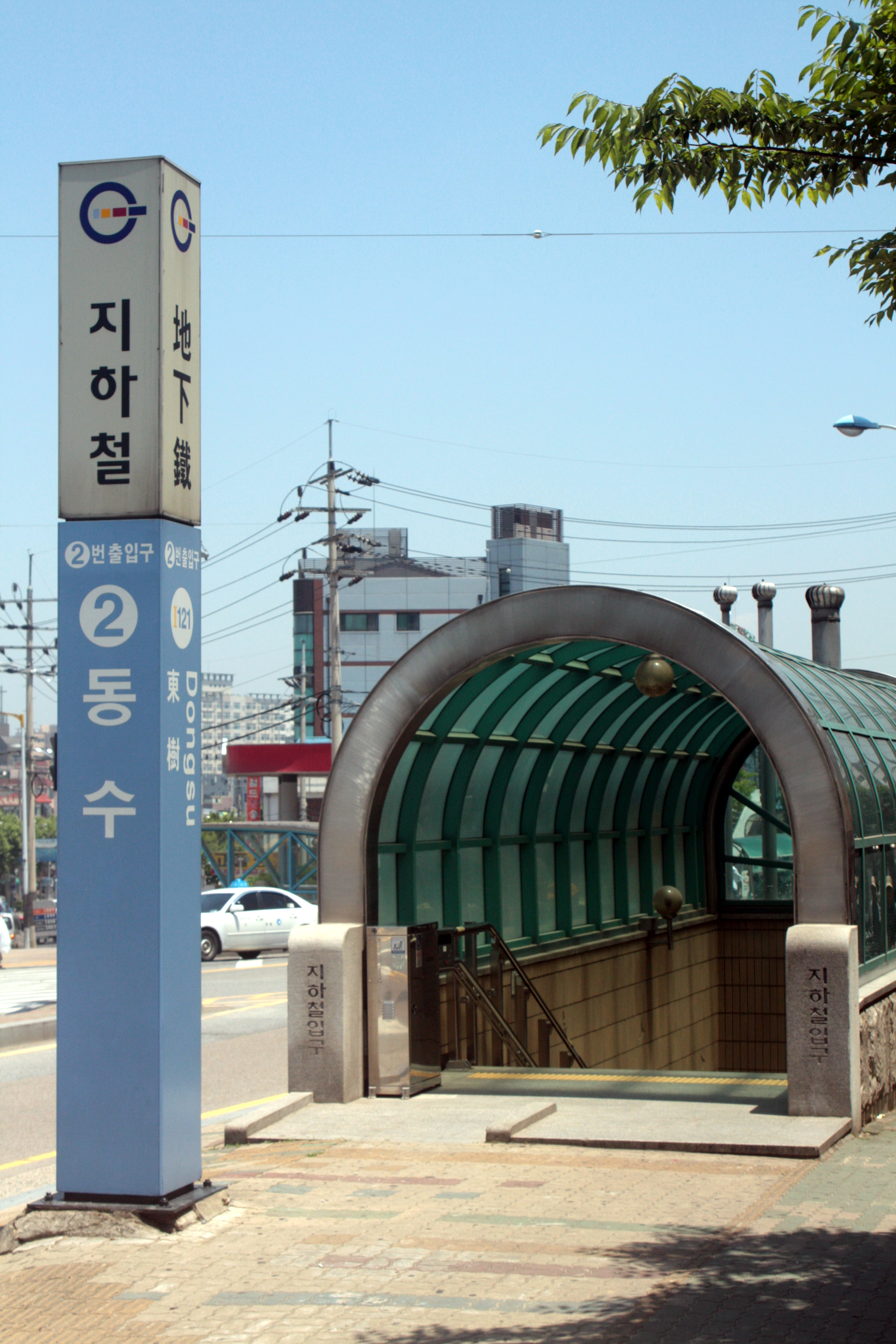
2號出口
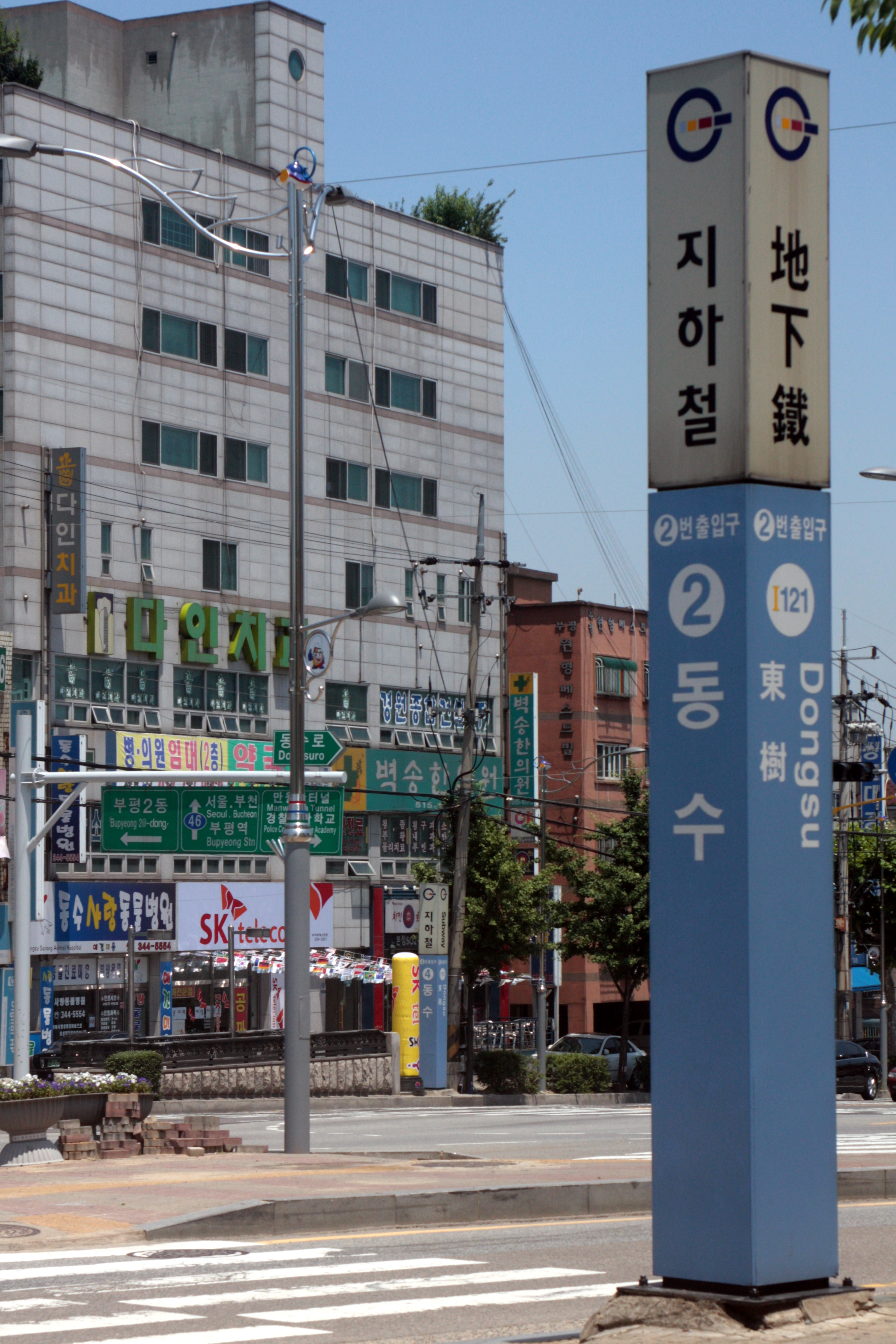
側柱站牌

## 相鄰車站
仁川交通公社
●仁川都市鐵道1號線
富平（I120）－東樹（I121）－富平三岔路口（I122）